# Hetman inflancki
Hetman inflancki – niestały urząd wojskowy w Rzeczypospolitej Obojga Narodów, funkcja głównodowodzącego w okresie wojny w Inflantach. 
Urząd istniał w związku ze zwyczajem powoływania osobnych hetmanów na czas określonej wojny. Na jego powstanie miała też zapewne wpływ specyfika działań wojennych na tym terenie, będącym wspólną własnością Korony i Litwy. Po raz pierwszy pojawił się w 1565, całkowicie zanikł na początku XVII w. po ustaleniu się urzędu hetmana i systemu po dwóch hetmanów dla Korony i Wielkiego Księstwa Litewskiego (hetman wielki i hetman polny), a także w związku ze skurczeniem się obszaru polskich Inflant.

## Hetmani inflanccy
- Jan Hieronimowicz Chodkiewicz
- Jerzy Farensbach